# Zemsta nietoperzy
Zemsta nietoperzy – drugi album studyjny zespołu Dżem, wydany w 1987 roku, nakładem wydawnictwa Pronit. Nagrań dokonano w studiu „Giełda” Polskiego Radia w Poznaniu w dniach 3–8, 24–28 marca 1986 roku. Z tego albumu pochodzi jedna z najbardziej znanych piosenek Dżemu, mianowicie przebój „Naiwne pytania” ze słynnym tekstem w refrenie „W życiu piękne są tylko chwile”. Owe słowa Ryszarda Riedla wyryto mu również na nagrobku. Wszystkie teksty na tę płytę były pisane w pośpiechu, z powodu problemów z narkotykami wokalisty Dżemu, Ryszarda Riedla. W ostatnim na płycie utworze „Klosz” pod koniec słychać „Jezus Maria”, co nie było częścią tekstu, a reakcją wokalisty – ta piosenka była kompletną improwizacją z jego strony. Okładka autorstwa Mirosława Makowskiego przedstawia zdjęcie ruin zamku Krzyżtopór, nad którym widać ptaki w locie.

## Lista utworów
Strona A
1. „Boże, daj dom” (muz. P. Berger, J. Styczyński, sł. M. Jacobson) – (03:43)
2. „Uwierz Mirando” (muz. A. Otręba, sł. K. Galaś) – (05:57)
3. „Uśmiech śmierci” (muz. J. Styczyński, sł. R. Riedel) – (04:29)
4. „Naiwne pytania” (muz. B. Otręba, sł. R. Riedel) – (05:29)

Strona B
1. „Koszmarna noc” (muz. A. Otręba, sł. K. Galaś, R. Riedel) – (06:26)
2. „Magazyn mód” (muz. P. Berger, sł. K. Galaś) – (05:09)
3. „Klosz” (muz. A. Otręba, sł. R. Riedel) – (09:24)

## Skład
- Paweł Berger – instrumenty klawiszowe
- Adam Otręba – gitara
- Beno Otręba – gitara basowa
- Ryszard Riedel – śpiew
- Jerzy Styczyński – gitara

Gościnnie
- Aleksander Korecki – saksofon (4, 7)
- Krzysztof Przybyłowicz – perkusja

Personel
- Piotr Madziar i Jacek Frączek – Realizacja dźwięku
- Marcin Jacobson – Produkcja nagrania
- Mirosław Ryszard Makowski – opracowanie graficzne okładki w wydaniu analogowym i pierwszym kasetowym[2]
  - Ryszard Czernow – opracowanie graficzne okładki w kolejnych wydaniach

## Wydawnictwa
- LP Pronit PLP 0043; marzec 1987
- MC Polskie Nagrania CK–700; czerwiec 1987
- MC Asta AS 012; czerwiec 1992
- MC Ania Box Music MC-ABM 027; lipiec 1995
- CD Ania Box Music CD-ABM 027; lipiec 1995
- MC Box Music BSMC–004; wrzesień 1997
- CD Box Music BSCD–004; wrzesień 1997
- MC Box Music/Pomaton EMI 7243 4 94790 4; 6 lipca 1998
- CD Box Music/Pomaton EMI 7243 4 94790 2 9; 6 lipca 1998
- CD Pomaton EMI 5938552; 27 września 2003 (jako BOX 2CD wraz z albumem Absolutely Live)